# Floscopa tanneri
Floscopa tanneri är en himmelsblomsväxtart som beskrevs av John Patrick Micklethwait Brenan. Floscopa tanneri ingår i släktet Floscopa och familjen himmelsblomsväxter. Inga underarter finns listade.